# Мехия, Феликс Эваристо
Феликс Эваристо Мехия (исп. Félix Evaristo Mejía; 27 сентября 1866, Санто-Доминго, Доминиканская Республика — 1 июля 1945, там же) — доминиканский писатель, педагог, дипломат.

## Биография
Родился 26 сентября 1866 года в Санто-Доминго. Обучался в колледже святого Алоизия Гонзага. Продолжил образование в Нормальной школе в Санто-Доминго, выпускники которой получали дипломы учителей.
В 1884 году, из-за оппозиции диктаторскому режиму Улисеса Эйро, он был вынужден эмигрировать из страны в Венесуэлу. Через некоторое время смог вернуться на родину и продолжить педагогическую деятельность.
В 1890 году возглавил Нормальную школу в Санто-Доминго. В должности главного суперинтенданта образования содействовал развитию национального образования и культуры в Доминиканской Республике. В период Первой американской военной интервенции (1916—1924) выступал за независимость республики от интервентов. Активно занимался литературной деятельностью, особенно в области национальной истории. В 1932 году Академия истории Доминиканской Республики избрала его своим постоянным членом.
В браке с Натальей Перес-Рикарте имел троих детей. Его сын Густаво Мехия-Рикарте также стал известным доминиканским писателем. Умер 1 июля 1945 года в Санто-Доминго.